# تاریخا
تاریخا (به اسپانیایی: Tarija) یک شهر در بولیوی است که در استان سرکادو واقع شده‌است. تاریخا ۲۳۴٬۴۴۲ نفر جمعیت دارد و ۱٬۸۵۴ متر بالاتر از سطح دریا واقع شده‌است.

## خواهرخوانده
شهرهای سالتا، سان سالوادور د خوخوی، سویا و براسخات خواهرخوانده‌های شهر تاریخا هستند.